# 美麗斯坦達脂鯉
美麗斯坦達脂鯉（学名：Steindachnerina elegans），為輻鰭魚綱脂鯉目脂鯉亞目無齒脂鯉科的其中一個種，分布於南美洲巴西聖弗朗西斯科河、 Pardo與Jequitinhonha河流域，體長可達10.6公分，棲息在底層水域，以生活習性不明。